# Reuth (Bad Elster)
Reuth ist ein Ortsteil von Bad Elster im sächsischen Vogtlandkreis.

## Geographie

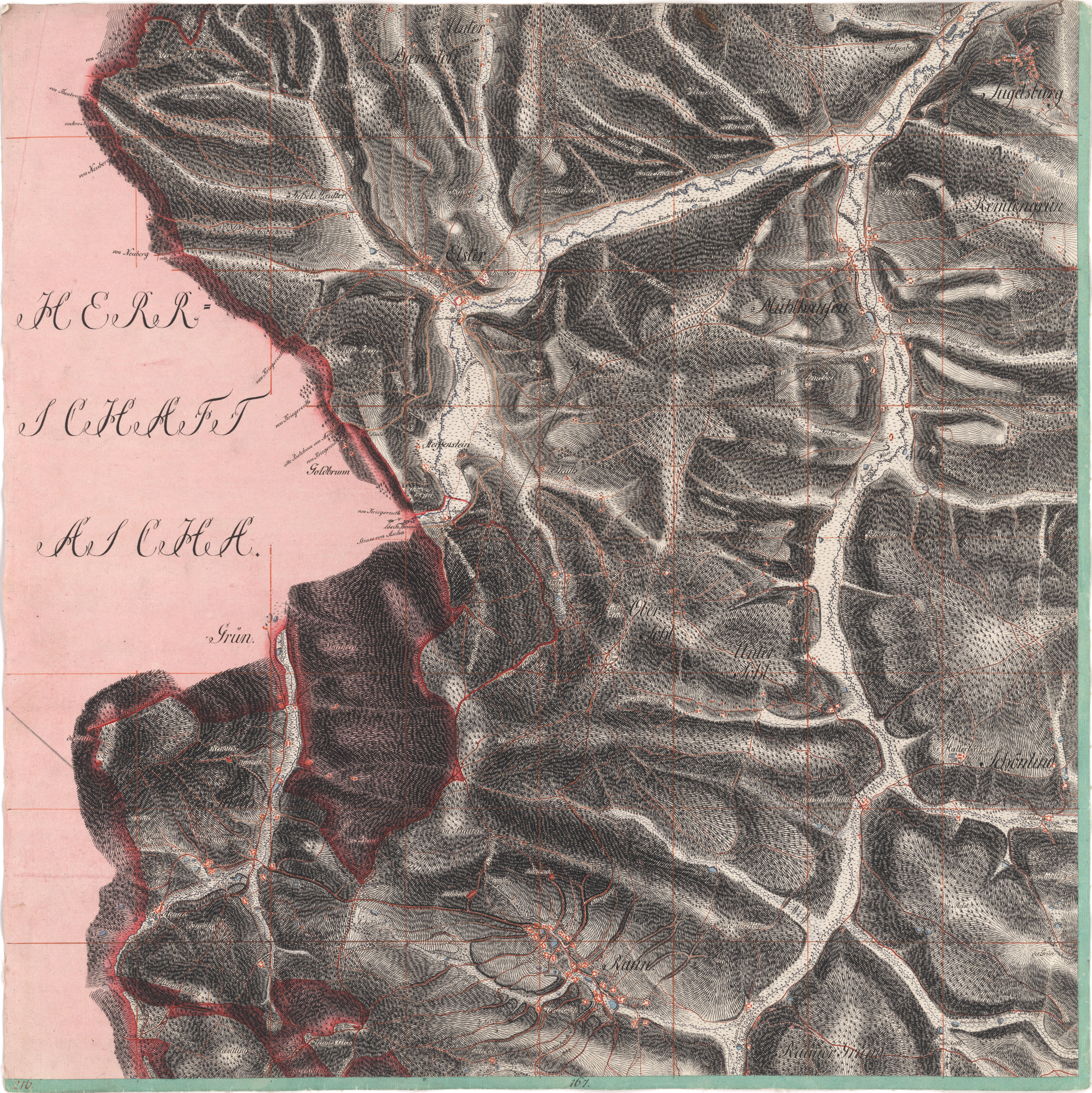
Reuth bei Heißenstein südlich von Elster auf einer Karte von 1793

Die Häusergruppe Reuth liegt an der Straße von Bad Elster im Westen zu seinem Ortsteil Sohl mit den Häusern Schwarzenbrunn im äußersten Süden des Vogtlandes und des Vogtlandkreises. Im Wesentlichen besteht Reuth, das auf einer Höhe von etwa 539 m nördlich des Kellergrundbaches am Oelschlägelteich liegt, aus den drei Straßen Untere und Obere Reuth sowie der Alten Reuther Straße.

## Geschichte
Reuth wurde 1758, 1791, 1875 (Reuth b. Adorf) und 1908 (Reuth bei Bad Elster) erwähnt. Heute ist der Ort keine offizielle Ortschaft Bad Elsters. 1791 gehörte Reuth zum Rittergut Elster und war auch nach Elster gepfarrt. Reuth gehörte zum Amt Voigtsberg im Vogtländischen Kreis und später zum Gerichtsamt Adorf, der Amtshauptmannschaft Oelsnitz, dem (Land-)Kreis Oelsnitz und damit zum heutigen Vogtlandkreis.
| Jahr          | 1793       | 1834 | 1871 | 1890 |
| ------------- | ---------- | ---- | ---- | ---- |
| Einwohnerzahl | 10 Gärtner | 146  | 243  | 270  |

1834 lebten in Reuth 17 Katholiken.

## Belege
1. 1 2  Reuth (1) – HOV | ISGV. Abgerufen am 18. Dezember 2023.